# The Secret Service
The Secret Service (en español: El Servicio Secreto) es una serie de doce cómics, del género de espionaje publicado en el 2012, escrita por Mark Millar y Dave Gibbons. Trata de un espía reclutando a su joven sobrino al servicio secreto. Está dirigido a las clásicas películas de James Bond, y otros thrillers de espías famosos.

## Argumento
Un grupo desconocido de terroristas secuestra a Mark Hamill, un actor de Hollywood famoso, quién está retenido contra su voluntad en una cabaña en las montañas en Suiza. Un hombre aparece y se identifica como un agente del servicio secreto británico, y rescata a Hamill. Son perseguidos, sin éxito, por terroristas en motos de nieve. Como Hamill y el agente llegan al borde de un acantilado, saltan con un paracaídas, pero resulta ser una desgracia que el paracaídas se abre demasiado tarde y ambos mueren.
En Peckham, sur de Londres, Sharon y Darren, su novio discuten; Darren le grita que no coquetee con nadie de sus amigos que se encuentran ahí, entra su hijo Gary preguntando si está bien y le pide dinero para ir al cine, no le da el dinero y Gary se va con sus amigos por los chistes incómodos que hacen. Gary maneja un auto que robó mientras conversa con sus amigos de su situación, hasta que la policía les persigue, huyen pero un perro se les cruza y Gary al evitarlo, choca, la policía se lo lleva.
En Westminster, Londres; Sir Giles, el jefe del MI6, discute el asunto con uno de sus agentes, Jack London, ya que ha habido varios secuestros de personajes famosos que se cree que están vinculados entre sí. De repente, Jack recibe un mensaje de su hermana, Sharon, que le dice que Gary esta en problemas, que necesita su ayuda. Jack va donde esta Gary, discute con su hermana y le pide que de su tarjeta para que Gary salga. Jack, en un principio, se opone a la idea, pero de mala gana utiliza su tarjeta de la seguridad nacional para conseguir el chico fuera de la cárcel.
Gary se reúne con sus amigos en una urbanización, mientras Jack desde lo alto, se comunica con el oficial entrenador Greaves de la escuela de espías, le explica que necesita estar más tiempo con su familia. Mientras tanto, en Hawái, un asesinato masivo tiene lugar durante una ceremonia de la boda, cuando las novias y novios matan entre sí. Esta tarde se reveló a ser controlado por el Dr. James Arnold, un empresario de teléfono móvil muy ricos, como una prueba para sus malvados planes futuros. Jack es informado acerca de las horas de asignación posteriores, que se niega temporalmente en favor de una "reunión familiar".
- Datos: Q41226832